# لانسينغ هوسكينز بيتش
لانسينغ هوسكينز بيتش (بالإنجليزية: Lansing Hoskins Beach)‏ هو عسكري أمريكي، ولد في 18 يونيو 1860 في دوبوك في الولايات المتحدة، وتوفي في 2 أبريل 1945 في باسادينا في الولايات المتحدة.